# Corps Hannovera Göttingen

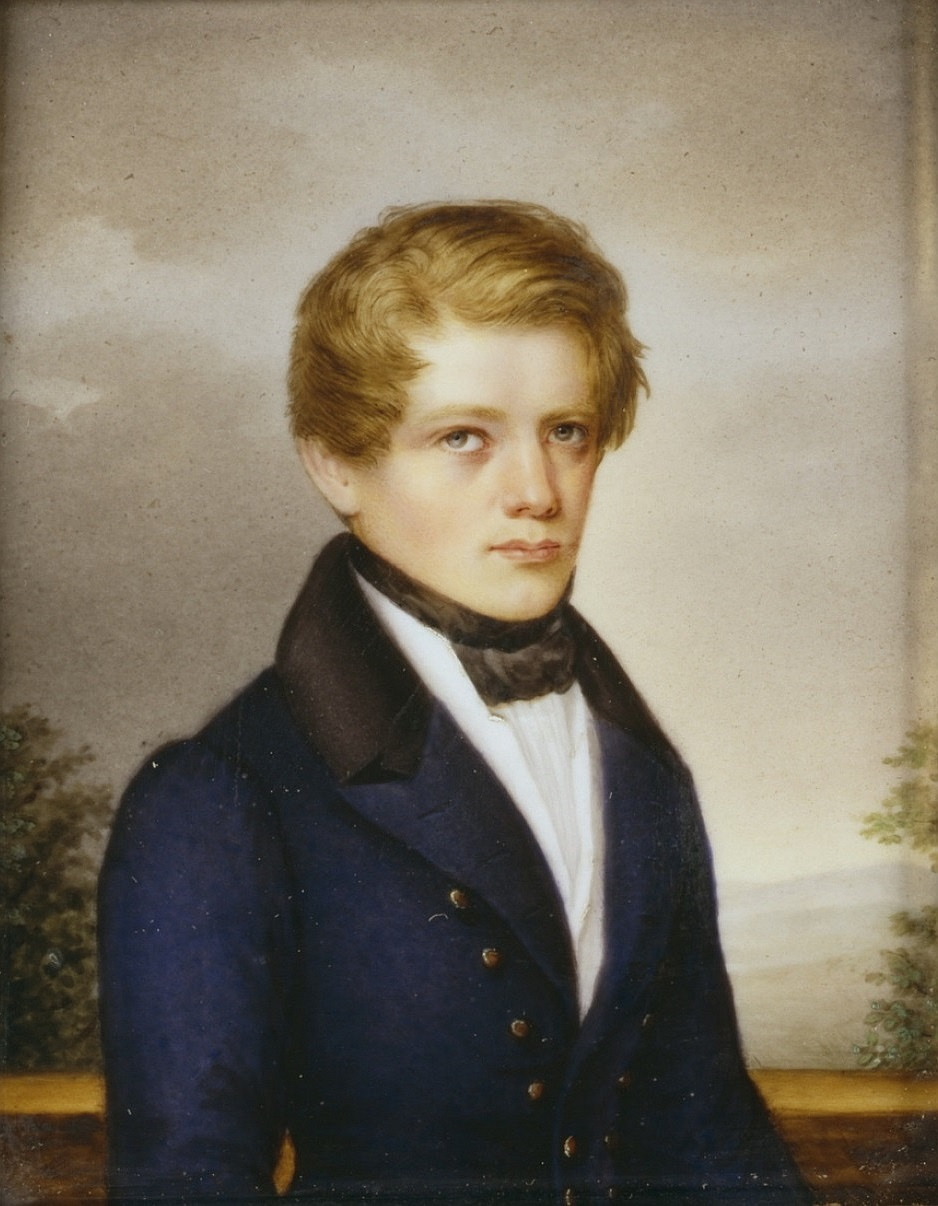
Bismarck en 1833.

Le Corps Hannovera Göttingen est un Corps étudiant allemand. Tous types de Studentenverbindung confondus, il s'agit d'une des plus anciennes sociétés d'étudiants allemandes, corporation, confrérie ou fraternité estudiantine. Il a été fondé le 18 janvier 1809 à l'université Georg-August-Universität de Göttingen. Le nom fut choisi parce que les fondateurs étaient originaires du royaume de Hanovre. Cette corporation est l'un des fondateurs (1848) du Kösener Senioren-Convents-Verband (KSCV), la plus ancienne association regroupant ce type de confréries en Allemagne et en Autriche.
Hannovera applique encore aujourd'hui le principe du duel académique. Ses membres portent leurs couleurs (casquette et ruban tricolore) lors des occasions officielles. La devise latine de Hannovera est Nunquam retrorsum, fortes adiuvat fortuna! (en français : Ne jamais reculer, la chance accompagne les courageux).

## Membres éminents
Le membre le plus connu de Hannovera est Otto von Bismarck qui a probablement passé les années les plus « folles » de sa vie lors de ses études à l'université de Göttingen. À cause de son train de vie excessivement turbulent, on le força à vivre en dehors des murs de la ville et on le mit en détention dix jours à la prison de l'université (en allemand : Karzer (de)).
- Adolph von Voß (de) (1788-1858), homme politique
- Ernst Schulze (de) (1789-1817), poète.
- Ernst Reinecke (de) (1790-1857), homme politique
- Karl von Jacobi (de) (1790-1875), ministre
- Clemens von Althaus (de) (1791-1836), général
- Heinrich Ludolph Wendland (1791-1869), botaniste
- Friedrich von Gagern (de) (1794-1848), général
- Heinrich von Quintus-Icilius (de) (1798-1861), homme politique
- Louis Stromeyer (1804-1876), chirurgien.
- Ernst von Malortie (de) (1804-1887), ministre.
- Eduard von Schele zu Schelenburg (de) (1805-1875), ministre-président
- Georg Heinrich Bacmeister (de) (1807-1890), ministre-président
- Julius Jordan (de) (1808-1886), homme politique
- Hermann Kestner (de) (1810-1898), compositeur
- Cay Lorenz von Brockdorff (de) (1813-1870), administrateur de l'arrondissement de Segeberg
- Carl Lichtenberg (de) (1816-1883), ministre.
- Wilhelm Roscher (1817-1894), économiste.
- Ludwig Brüel (de) (1818-1896), député du Reichstag
- August Brande (de) (1820-1875), député du Reichstag
- Carl Wellenkamp (de) (1820-1888), administrateur de l'arrondissement de Soltau
- Otto Hesse (de) (1821-1904), administrateur de l'arrondissement de Hildesheim
- Otto Volger (de) (1822-1897), géologue.
- Rudolf von Bennigsen (1824-1902), chef de l'opposition libérale au Reichstag.
- Julius Rasch (de) (1825-1898), administrateur de l'arrondissement de Lunebourg
- Carl Giesecken (de) (1828-1891), administrateur de l'arrondissement de l'Eisenberg (de)
- Carl Hugenberg (de) (1836-1882), homme politique.
- Jakob Hermann Bockenheimer (de) (1837-1908), chirurgien.
- Walther Herwig (de) (1838-1912), juriste.
- Hermann von Christen (de) (1841-1919), député du Reichstag.
- Arthur von Brauer (de) (1845-1926), ministre-président
- Adolf Heinrichs (de) (1857-1924), homme politique.
- Wolfgang Kapp (1858-1922), homme politique.
- Alfons Mumm von Schwarzenstein (de) (1859-1924), ambassadeur.
- Adolf von Bennigsen (de) (1860-1902), administrateur de l'arrondissement de Springe (de)
- Max Porzig (de) (1865-1910), député du Reichstag
- Fritz von Christen (de) (1872-1953), administrateur de l'arrondissement d'Heiligenstadt (de)
- Walter von Christen (de) (1874-1944), administrateur de l'arrondissement de Bartenstein
- Helmuth Albrecht (de) (1885-1953), député du Reichstag
- Hans Wilhelmi (1899-1970), ministre